# Lista de singles número um na UK R&B Chart em 2015
A lista dos singles que alcançaram a primeira posição da UK R&B Singles Chart no ano de 2015 é realizada através de dados compilados pela The Official Charts Company, com base nas vendas físicas e digitais das canções do género no período de sete dias, no Reino Unido, e os resultados anunciados todos os domingos através da rádio BBC Radio 1.

## Histórico
| Data            | Canção              | Artista(s)                    | Melhor posição na UK Singles Chart | Referência(s) |
| --------------- | ------------------- | ----------------------------- | ---------------------------------- | ------------- |
| 4 de Janeiro    | "Only One"          | Kanye West com Paul McCartney | 28                                 | [ 1 ]         |
| 11 de Janeiro   | "Only One"          | Kanye West com Paul McCartney | 28                                 | [ 2 ]         |
| 18 de Janeiro   | "Don't Tell 'Em"    | Jeremih com YG                | 5                                  | [ 3 ]         |
| 25 de Janeiro   | "Don't Tell 'Em"    | Jeremih com YG                | 5                                  | [ 4 ]         |
| 1 de Fevereiro  | "L.A. Love (La La)" | Fergie                        | 3                                  | [ 5 ]         |
| 8 de Fevereiro  | "L.A. Love (La La)" | Fergie                        | 3                                  | [ 6 ]         |
| 15 de Fevereiro | "Ayo"               | Chris Brown e Tyga            | 6                                  | [ 7 ]         |
| 22 de Fevereiro | "Earned It"         | The Weeknd                    | 4                                  | [ 8 ]         |
| 1 de Março      | "Earned It"         | The Weeknd                    | 4                                  | [ 9 ]         |
| 8 de Março      | "Earned It"         | The Weeknd                    | 4                                  | [ 10 ]        |
| 15 de Março     | "G.D.F.R."          | Flo Rida                      | 3                                  | [ 11 ]        |
| 22 de Março     | "G.D.F.R."          | Flo Rida                      | 3                                  | [ 12 ]        |

Notas
- Nota a: Também alcançou a primeira posição na UK Singles Chart.
- Nota b: Foi simultaneamente número um na UK Singles Chart.